# X³：阿尔比恩序曲
《X³：阿尔比恩序曲》是德国游戏制造商Egosoft开发的一款空间模拟游戏，是《X³：地球人冲突》的资料片。该游戏于2011年11月发布。
本作的时间线设定在旧的X宇宙与新的X宇宙之间。

## 评价
《X³：阿尔比恩序曲》获得了普遍的好评。Metacritic打出75/100的分数。